# El-Flaye
El Flaye là một đô thị thuộc tỉnh Béjaïa, Algérie. Dân số thời điểm năm 2002 là 6.62 người.